# 詩-80's
『詩-80's』（うた-エイティーズ）は、シンガーソングライター・優里のカバーアルバム。2023年10月4日にアリオラジャパンより発売された。

## リリース
自身初のカバーアルバム。CD限定発売。
1980年代の邦楽（全10曲）を優里の歌声により「優里の世界」としてカバーされた作品。
オリジナル曲を知らない世代ほか、さまざまな世代がオリジナル曲の素晴らしさと優里の詩を新しい形で楽しむことができる作品となっている。

## 収録曲
| #   | タイトル                                                         | 作詞 | 作曲・編曲 |
| --- | ---------------------------------------------------------------- | ---- | ---------- |
| 1.  | 「15の夜 （オリジナルアーティスト：尾崎豊）」                    |      |            |
| 2.  | 「乾杯（オリジナルアーティスト：長渕剛）」                       |      |            |
| 3.  | 「川の流れのように（オリジナルアーティスト：美空ひばり）」       |      |            |
| 4.  | 「大きな玉ねぎの下で（オリジナルアーティスト：爆風スランプ）」   |      |            |
| 5.  | 「ワインレッドの心（オリジナルアーティスト：安全地帯）」         |      |            |
| 6.  | 「リンダリンダ（オリジナルアーティスト：THE BLUE HEARTS）」      |      |            |
| 7.  | 「木枯しに抱かれて（オリジナルアーティスト：小泉今日子）」       |      |            |
| 8.  | 「想い出がいっぱい（オリジナルアーティスト：H2O）」              |      |            |
| 9.  | 「ff (フォルティシモ) （オリジナルアーティスト：HOUND DOG）」    |      |            |
| 10. | 「もしもピアノが弾けたなら（オリジナルアーティスト：西田敏行）」 |      |            |